# Snapdragon (bande dessinée)
Pour les articles homonymes, voir Snapdragon.
Snapdragon est une bande dessinée jeunesse de l'autrice américaine Kat Leyh, qui a été publié en 2020 par First Second Books puis adaptée en français par Kinaye en 2021. Elle raconte l'histoire d'une adolescente appelée Snapdragon, qui se lie d'amitié avec la sorcière du quartier et découvre l'histoire de sa famille.

## Résumé
Snapdragon, surnommée Snap, est une fille indépendante d'une dizaine d'années. Elle habite seule avec sa mère Violette (Vi) dans un quartier modeste de mobile homes dans une ville où, selon la rumeur, vivrait une sorcière qui mange des animaux écrasés. Elle rencontre la « sorcière », pour découvrir qu'il s'agit d'une vieille femme nommée Jacks qui ramasse les animaux écrasés sur la route pour reconstituer leurs squelettes et les vendre. Néanmoins, Snap s'intéresse au travail de Jacks et devient son apprentie. Snap trouve une vieille photo de Jacks avec sa grand-mère Jessamine. Jacks explique qu'elles avaient eu une relation amoureuse mais qu'elles ont finalement rompu.
Alors qu'elle libère un groupe de bébés opossums dans les bois, Snap est surprise de voir le fantôme de la mère opossum autour d'eux. Jacks lui révèle qu'elle est réellement une sorcière, et Snap lui demande d'apprendre la magie.
Jacks explique à Snap comment interagir avec les fantômes, mais elle est déçue de ses échecs. Au lieu de cela, Snap pratique la magie d'une manière plus aléatoire. Elle montre sa technique à Jacks, mais quand elle est sur le point de blesser quelqu'un, Jacks lui dit de s'en tenir à sa méthode de contrôle de son énergie.
L'ex-petit ami violent de Violette revient chez elle un jour alors que Snap est seule à la maison. Jacks est alertée par sa magie et ramène rapidement Violette à la maison tandis que Snap le repousse avec sa propre magie. Snap et sa mère invitent Jacks à Thanksgiving, où Jacks retrouve Jessamine et elles retombent amoureuses. Alors que Snap prend progressivement confiance dans ses pouvoirs, elle se rend compte que la rumeur selon laquelle une sorcière vit dans leur ville est presque vraie, à ceci près qu'il y en a plusieurs.

## Réception
Kirkus Reviews accorde à Snapdragon une très bonne critique  en disant que « Leyh mélange habilement la fantaisie et le réalisme dans son premier roman graphique solo énergique ». Elle considère le casting du roman bien écrit et salue sa diversité, qui comprend une femme trans et des personnages « racisés – tous, de manière rafraîchissante, présentant une variété réaliste de nuances de peau, de couleurs et de textures de cheveux ».
Matisse Mozer, dans le School Library Journal, donne aussi à l'ouvrage une très bonne critique, notant que l'autrice « s'inspire de son expérience de travail sur la série Lumberjanes pour créer une œuvre centrée sur l'inclusion et l'acceptation ». Commentant le style artistique, Mozer dit que le choix d'une « structure de planche rappelant l'animation » contribue à créer une atmosphère légère pour l'histoire, malgré les thèmes complexes traités par Snapdragon.
Une critique de Publishers Weekly salue la « diversité des ethnies, des sexualités et des expressions de genre » et conclut en disant que « ce récit intersectionnel et stratifié offre des représentations joyeuses et émancipatrices d'outsiders sociaux et de situations familiales compliquées ».
La critique de Télérama compare le décor de Snapdragon au film Les Goonies et à la série Stranger Things, mais note que Snapdragon en diffère dans son ton, car la fantasy n'est pas son objectif principal et que l'action se déroule dans un quartier plus modeste. Elle compare également son style artistique et ses thèmes à ceux du Garçon Sorcière de Molly Ostertag et conclut en disant que Leyh avait su créer un « récit sensible et bienveillant » sur les choix de vie et l'importance des secondes chances.

## Publication
Snapdragon est publié directement en un seul tome (format "roman graphique") en 2020 par First Second Books, une marque de Roaring Book Press.
Il est adapté en français en 2021 par l'éditeur Kinaye, sur une traduction de Romain Galand.

## Récompenses
Snapdragon figurait sur la liste des meilleurs romans graphiques pour adolescents de 2021 de l'American Library Association, figurant parmi ses dix meilleurs titres. Le roman a également été nommé pour un prix Eisner, dans la catégorie Meilleure publication pour enfants.
Snapdragon a obtenu le Fauve jeunesse (catégorie 12-16 ans) du Festival d'Angoulême 2022.